# Exotela urupica
Exotela urupica är en stekelart som beskrevs av Vladimir Ivanovich Tobias 1997. Exotela urupica ingår i släktet Exotela och familjen bracksteklar. Inga underarter finns listade i Catalogue of Life.